# Grzegorz Gerwazy Gorczycki
Grzegorz Gerwazy Gorczycki (Rozbark, 1670-es évek – Krakkó, 1734. április 30.) lengyel zeneszerző. 1733-ban komponált Conductus funebris című műve az egyik legismertebb requiem.